# مراقب فايرفوكس
مراقب فايرفوكس Firefox Monitor هي خدمة عبر الإنترنت طورتها شركة موزيلا وتم الإعلان عنها في يونيو 2018 وتم إطلاقها في 25 سبتمبر من ذلك العام. الخدمة تُعلم المستخدمين إذا تم تسريب عنوان بريدهم الإلكتروني وكلمات المرور المستخدمة في خروقات البيانات، وذلك باستخدام قاعدة البيانات التي يوفرها موقع Have I Been Pwned؟ (HIBP). تعمل موزيلا أيضًا مع مبتكر HIBP ، تروي هانت .

## لقراءة متعمقة
- Nguyen, Nick (25 Sep 2018). "Introducing Firefox Monitor, Helping People Take Control After a Data Breach". The Mozilla Blog (بالإنجليزية الأمريكية). Archived from the original on 2022-11-15. Retrieved 2019-07-20.